# 포르투갈 공영방송
포르투갈 공영방송(포르투갈어: Rádio e Televisão de Portugal 라디우 이 텔레비상 드 포르투갈[*])는 포르투갈의 공공 서비스 방송 기관이다.

## 역사
국립 방송 발급자 (Emissora Nacional de Radiodifusão, ENR) 전국 우편 서비스의 이전 방송 작업을 상속, 공용 전국 라디오 방송으로 1935년 8월 4일에 설립되었으며, Correios, Telégrafos e Telefones (CTT). 1940년, ENR은 CTT의 독립이되었다.
ENR은 카네이션 혁명에 이어 1950년 유럽 방송 연합 (EBU)의 23 창립 방송 조직 중 하나, ENR 재구성과 1976년에 Rádiodifusão Portuguesa (포르투갈 (라디오) 방송 RDP) 상호를 변경했다. 1979년, RCP 네트워크의 네 번째 프로그램이 무선하기 Rádio Comercial 블랑 제리하고, 나중에 동시에 1993년에 민영화, RDP는 청소년 중심의 라디오 방송국 안테나 3를 출시과 모든 스테이션에서 광고를 폐지되도록 상기 방송 기여 세금은 자금의 단독 소스가되었다.

## TV 채널
- RTP1
- RTP2
- RTP3 (옛 RTP N, RTP Informação, 뉴스 채널)
- RTP 인터내셔널
- RTP 아프리카
- RTP Açores
- RTP Madeira
- RTP Memória (채널은 RTP에 의해 만들어진 오래된 프로그램의 문제에 전념)
- RTP1 HD
- RTP Mobile

## 라디오 기지국

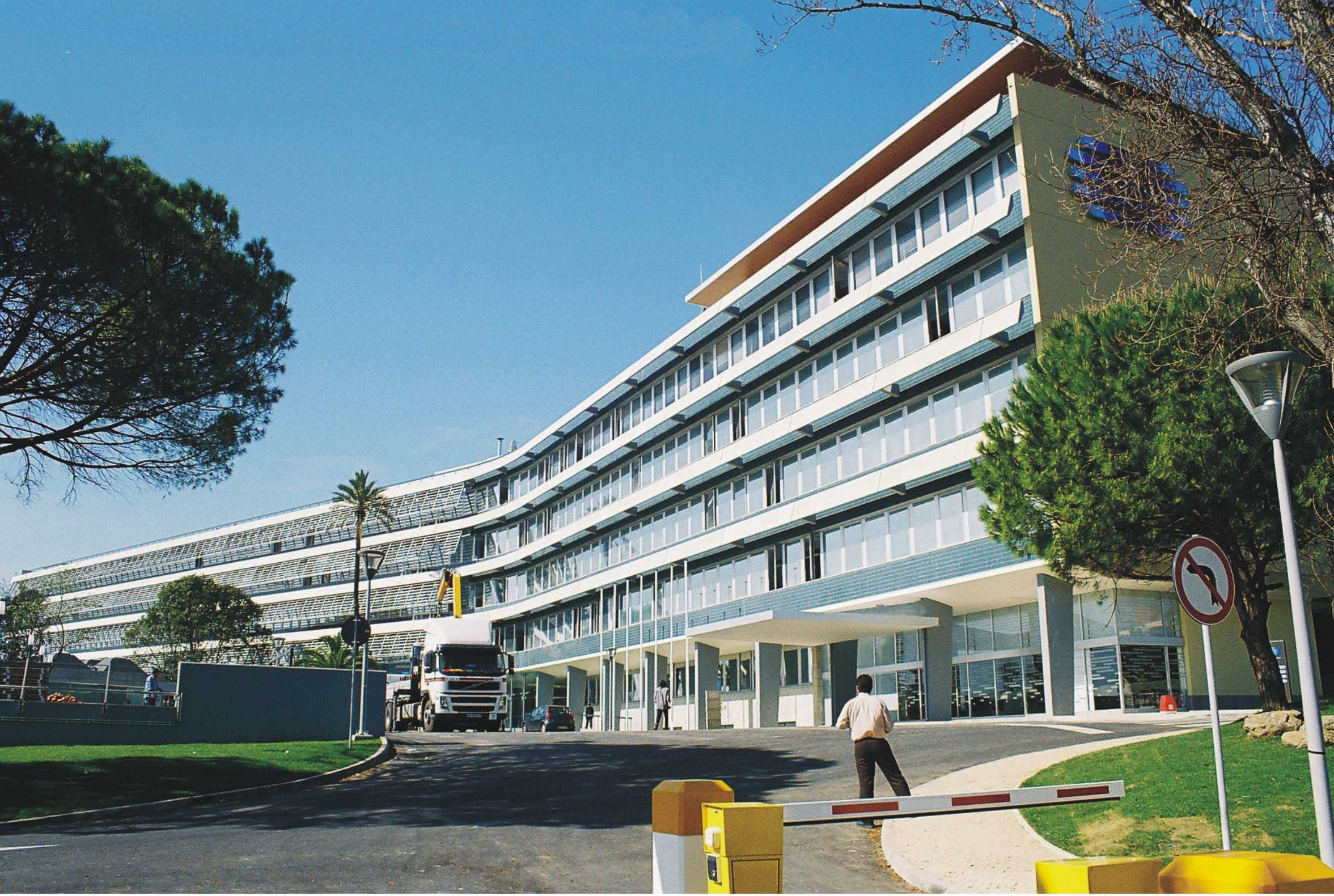
리스본 RTP 본부.

- RDP 안테나 1
- RDP 안테나 2
- RDP 안테나 3
- RDP 인터내셔널
- RDP 아프리카
- Rádio Lusitania
- Rádio Vivace
- RDP 안테나 3 록
- RDP 안테나 3 댄스
- RDP Norte
- RDP Centro
- RDP Lisboa
- RDP Sul
- RDP Açores
- RDP Madeira

## 같이 보기
- SIC (포르투갈)
- TVI